# 포틀랜드 파이어
포틀랜드 파이어(영어: Portland Fire)는 미국 오리건주 포틀랜드를 연고지로 했던 WNBA 서부 콘퍼런스 소속 프로농구 팀이다. 홈 구장은 로즈 가든이다.
2026년부터 같은 연고지(오리건주 포틀랜드)에 포틀랜드 파이어(영어: Portland Fire)이 리그에 참가할 예정이다.

## 해체
2002시즌 후 WNBA는 그들의 프랜차이즈에 대한 소유권을 그들의 상대편 NBA 팀의 소유주나 제3자에게 팔았다. 포틀랜드 파이어의 소유주 폴 알렌은 재정적 문제들로 인해 파이어 프랜차이즈를 매입하였고, 결국 2002년 포틀랜드 파이어 접기로 하였다. 클라이드 드렉슬러와 테리 에머트가 이끄는 그룹이 프랜차이즈 입수를 시도했지만, 거래는 이루어지지 않았다.
파이어는 플레이오프에 진출하지 못한 유일한 WNBA 프랜차이즈이자 가장 짧은 수명을 가진 WNBA 프랜차이즈인 마이애미 솔(영어: Miami Sol)과 함께 WNBA 프랜차이즈가 되었다.

## 역대 홈경기장

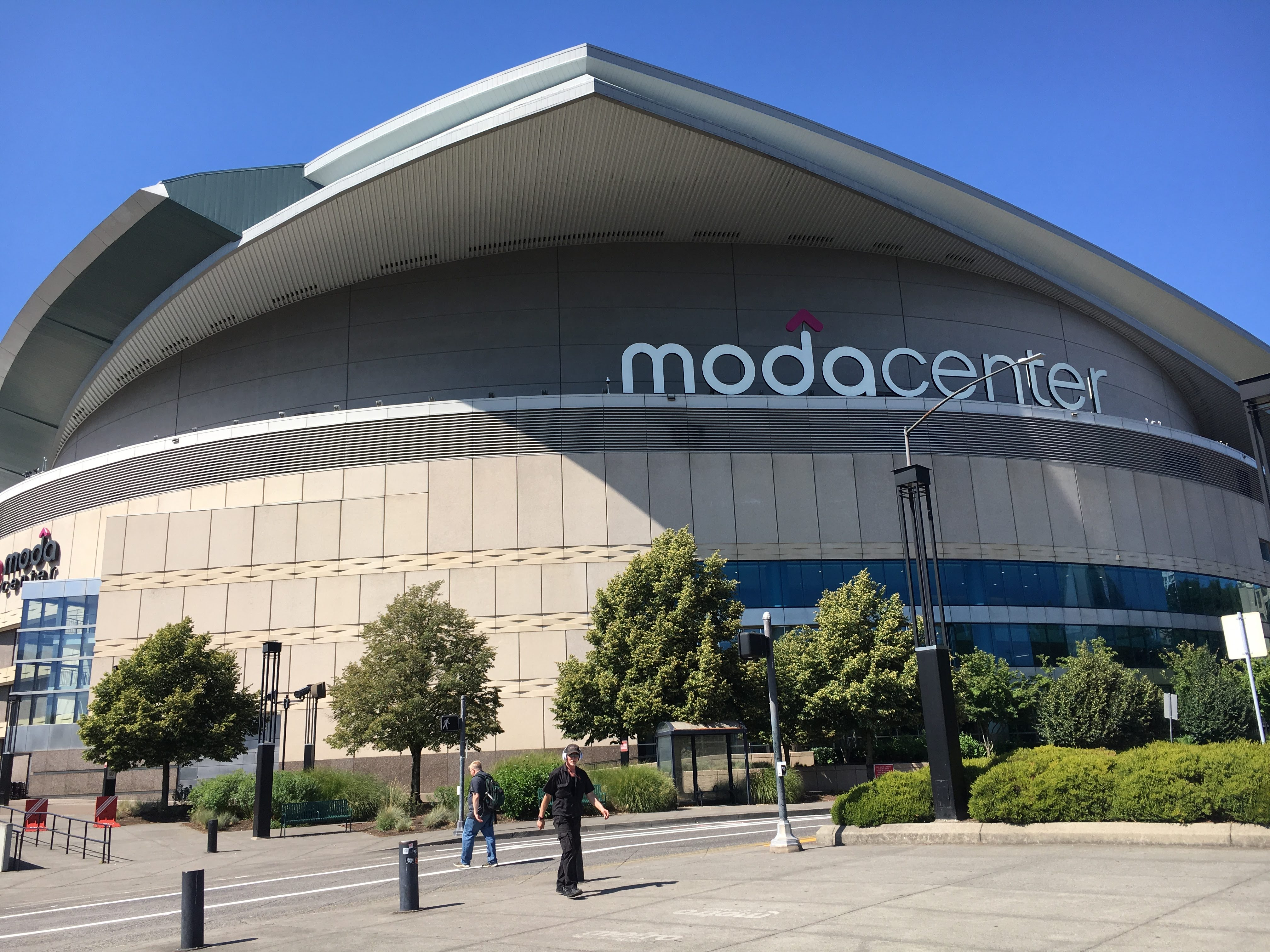
포틀랜드 파이어의 홈경기장이었던 경기장 로즈 가든

| 경기장          | 사용기간      | 수용인원 | 장소              | 비고 |
| --------------- | ------------- | -------- | ----------------- | --- |
| 포틀랜드 파이어 |               |          |                   | |
| 로즈 가든       | 2000년~2002년 | 19,980명 | 오리건주 포틀랜드 | 현재 경기장명은 모다 센터이다. 현재 NBA 포틀랜드 트레일블레이저스의 홈경기장으로 사용되고 있음. 2026년부터 WNBA 포틀랜드 파이어의 홈경기장으로 사용으로 사용할 예정이다. |

## 영구 결번
- 없음

## 역대 시즌별 성적
<정규시즌 & 플레이오프 성적>
- 정규시즌 성적 : 37승 59패 .385
- 플레이오프 성적 : 없음

| 시즌 | 정규시즌 | 정규시즌 | 정규시즌 | 정규시즌 | 정규시즌 | 정규시즌 | 플레이오프 | 비고     |
| 시즌 | 리그     | 순위     | 경기수   | 승       | 패       | 승률     | 플레이오프 | 비고     |
| ---- | -------- | -------- | -------- | -------- | -------- | -------- | ---------- | -------- |
| 2000 | WNBA     | 7위      | 32       | 10       | 22       | .313     | 빈칸       | 최저승률 |
| 2001 | WNBA     | 7위      | 32       | 11       | 21       | .344     | 빈칸       | 빈칸     |
| 2002 | WNBA     | 5위      | 32       | 16       | 16       | .500     | 빈칸       | 최고승률 |

## 같이 보기
- 포틀랜드 트레일블레이저스
- 립 시티 리믹스
- 포틀랜드 파이어